# Heteragrion tricellulare
Heteragrion tricellulare је инсект из реда Odonata.

## Угроженост
Ова врста није угрожена, и наведена је као последња брига јер има широко распрострањење.

## Распрострањење
Врста има станиште у Мексику и Гватемали.

## Станиште
Станишта врсте су шуме, поља риже и слатководна подручја.